# Мильтино
Мильтино — деревня в Кольчугинском районе Владимирской области России, входит в состав Раздольевского сельского поселения.

## География
Деревня расположена в 22 км на юго-запад от центра поселения посёлка Раздолье и в 14 км на юго-запад от райцентра города Кольчугино.

## История
В конце XIX — начале XX века деревня входила в состав Коробовщинской волости Покровского уезда, с 1925 года — в составе Киржачской волости Александровского уезда. В 1859 году в деревне числилось 20 дворов, в 1905 году — 28 дворов, в 1926 году — 38 дворов.
С 1929 года деревня входила в состав Ново-Фетининского сельсовета Кольчугинского района, с 1954 года — в составе Коробовщинского сельсовета, с 1979 года — в составе Белореченского сельсовета, с 1984 года — в составе Раздольевского сельсовета, с 2005 года — в составе Раздольевского сельского поселения.

## Население
| 1859 | 1905 | 1926 | 2002 | 2010 | 2021 |
| ---- | ---- | ---- | ---- | ---- | ---- |
| 126  | ↗188 | ↗195 | ↘0   | →0   | ↗1   |